# Armenische Zwergnatter

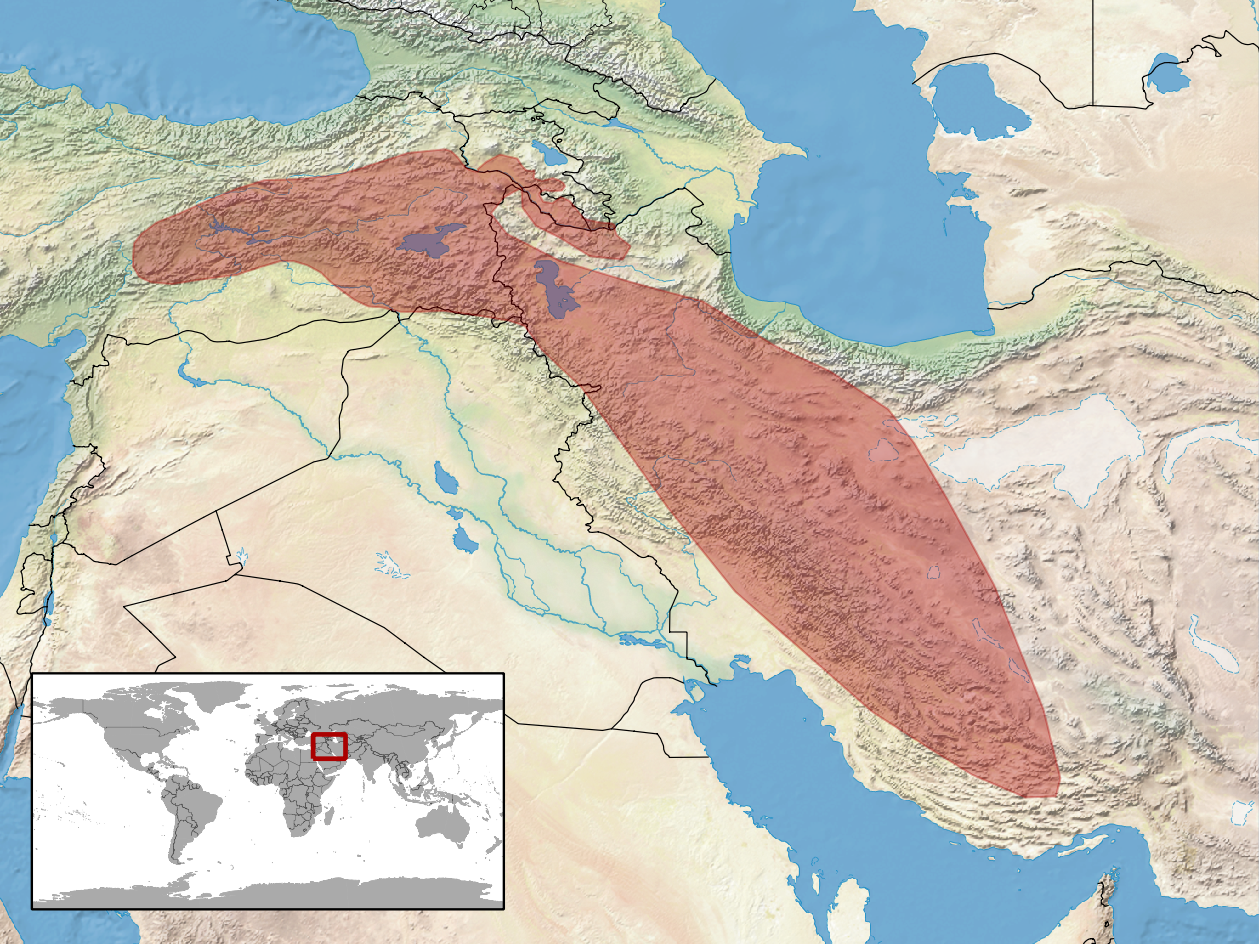
Verbreitungskarte der Armenischen Zwergnatter (Eirenis punctatolineatus)

Die Armenische Zwergnatter (Eirenis punctatolineatus) ist eine ungiftige Schlangenart aus der Gattung der Zwergnattern (Eirenis) in der Familie der Nattern (Colubridae), genauer, der Unterfamilie der Eigentlichen Nattern (Colubrinae). Ihr Verbreitungsgebiet befindet sich im Nahen Osten.

## Merkmale
Die Armenische Zwergnatter ist eine braune, teilweise hellbraune bis oliv gefärbte Schlange. An den Flanken verblasst die Färbung und wird weißlich mit paarweisen dunklen Blöcken oder Streifen auf beiden Seiten der Wirbelsäule. Auf halber Körperlänge wechseln diese Blöcke in ein Streifenmuster aus Längsstreifen. Zwei Reihen dunkler Längsflecken verlaufen entlang der Flanken und gehen im Schwanzbereich in Streifen über. Sie erreicht eine Kopf-Rumpf-Länge von 30 bis 55 cm und wird in Ausnahmefällen bis zu 60 cm lang. Der Schwanz entspricht ca. 21 bis 25 % der Körperlänge, ist deutlich an der beginnenden Verjüngung zu erkennen. Der Kopf ist groß und deutlich abgesetzt vom Halsbereich. Ihre Augen haben eine schwarzbraune Iris, runde, mittelgroße und goldumrandete Pupillen, welche leicht nach vorne gerichtet und seitlich am Kopf platziert sind. Der Halsbereich ist dünner als Körper. Die Körperform ist mittelschlank, oval und leicht seitlich zusammengedrückt im Querschnitt.

### Ähnliche Arten
Eine ähnliche Schlangenart stellt Eirenis rechingeri dar. Sie besitzt als Unterscheidungsmerkmal zur Armenischen Zwergnatter einen vollständig längsgestreiften Körper.

## Verbreitung
Die Armenische Zwergnatter kommt im Süden von Armenien, im Süden von Aserbaidschan, im Osten und Südosten der Türkei, im Norden und Westen des Iran und vereinzelt im Nordosten des Irak vor. In der Türkei wurde sie an Fundorten in einer Höhe von 700 bis 2.000 m gefunden. In der Regel kommt sie in Höhenlagen von 200 bis 2.000 m vor.

## Lebensraum und Lebensweise
Die Armenische Zwergnatter besiedelt mediterrane Strauchvegetation und in höher gelegenen Lebensräumen offene Bereiche mit Grasgebieten, welche nicht durch intensive Landwirtschaft und Viehzucht entstanden sind. Sie ist meist in felsigen Gebieten anzutreffen und versteckt sich unter den Felsen. Besiedelt werden auch steile Felshänge, Halbwüsten, Vororte und landwirtschaftliche Flächen. Die Armenische Zwergnatter ist eine tag- und dämmerungsaktive Art. Wie bei anderen Arten der Gattung (Eirenis) besteht ihre Nahrung aus verschiedenen Wirbellosen und kleinen Insekten, Tausendfüßlern, Skorpionen, Heuschrecken und Grillen, Käfern, kleinen Spinnen und juvenilen Eidechsen. Sie ist eine ovipare (eierlegende) Schlangenart. Das Gelege variiert zwischen drei und acht Eiern und wird von Juni bis Juli angelegt. Die Jungtiere schlüpfen im September und sind durchschnittlich 11 bis 12 cm lang. Für den Menschen stellt sie keine Gefahr dar und wurde als scheue, sanftmütige und ungiftige Schlange eingestuft. Ihre Fortbewegung ist wie für viele Schlangenarten schlängelnd.

## Gefährdung
Durch die IUCN wurde die Armenische Zwergnatter mit dem Status  Least Concern (nicht gefährdet) und einem stabilen Populationstrend eingestuft. Diese Einstufung erfolgte aufgrund der sehr weiten Verbreitung und der vermutlich großen Gesamtpopulation im Verbreitungsgebiet. Es wird vermutet, dass ihr Rückgang nicht schnell genug voranschreitet, um für die Einstufung in eine stärker gefährdete Kategorie in Frage zu kommen.
Sie kommt in mehreren Schutzgebieten in der Türkei und im Iran vor. Im Chosrow-Reservat und Nationalpark Erebuni in Armenien, sowie im Shakhbuzsky-Staatsreservat in Aserbaidschan ist die Armenische Zwergnatter besonders geschützt. Weitere Schutzmaßnahmen wurden nicht beschlossen, da keine besonderen Bedrohungen für diese Schlangenart vorlagen.

## Unterarten
Es werden derzeit zwei Unterarten unterschieden:
- Eirenis punctatolineatus condoni (Boulenger, 1920) – Vorkommen im Iran vom südlichen Zagros-Gebirge bis zu den westlichen Gebirgsausläufern. Weiter südlich bis zu den niedrigen Berghängen am Persischen Golf und im Osten bis um die Städte Kerman und Bam in der Provinz Kerman.[1]
- Eirenis punctatolineatus punctatolineatus (Boettger, 1892) – Vorkommen im östlichen Teil der Türkei, in Zentral- und Südarmenien, in Südaserbaidschan, in der Autonomen Republik Nachitschewan, im Norden und Westen des Iran, in den nördlichen Teilen des Zagros-Gebirges, dem Talysch-Gebirge und südlich des Elburs-Gebirges bis nach Nord-Chorasan und den angrenzenden Gebirgen wie dem Kopet-Dag-Gebirge.[1]